# Мейплвуд-Парк (Огайо)
Мейплвуд-Парк (англ. Maplewood Park) — переписна місцевість (CDP) в США, в окрузі Трамбалл штату Огайо. Населення — 243 особи (2020).

## Географія
Мейплвуд-Парк розташований за координатами 41°8′21″ пн. ш. 80°34′47″ зх. д. / 41.13917° пн. ш. 80.57972° зх. д. (41.139217, -80.579700).  За даними Бюро перепису населення США в 2010 році переписна місцевість мала площу 2,04 км², уся площа — суходіл.

## Демографія
Згідно з переписом 2010 року, у переписній місцевості мешкало 280 осіб у 119 домогосподарствах у складі 84 родин. Густота населення становила 137 осіб/км².  Було 139 помешкань (68/км²).
Расовий склад населення:
| - 47,9 % — чорних або афроамериканців - 46,4 % — білих |

До двох чи більше рас належало 5,7 %. Частка іспаномовних становила 1,8 % від усіх жителів.
За віковим діапазоном населення розподілялося таким чином: 18,2 % — особи молодші 18 років, 61,8 % — особи у віці 18—64 років, 20,0 % — особи у віці 65 років та старші. Медіана віку мешканця становила 45,8 року. На 100 осіб жіночої статі у переписній місцевості припадало 81,8 чоловіків;  на 100 жінок у віці від 18 років та старших — 84,7 чоловіків також старших 18 років.
Середній дохід на одне домашнє господарство  становив 37 509 доларів США (медіана — 24 421), а середній дохід на одну сім'ю — 43 514 долари (медіана — 25 078). За межею бідності перебувало 22,8 % осіб, у тому числі 56,0 % дітей у віці до 18 років та 5,7 % осіб у віці 65 років та старших.
Цивільне працевлаштоване населення становило 111 осіб. Основні галузі зайнятості: науковці, спеціалісти, менеджери — 42,3 %, публічна адміністрація — 18,0 %, виробництво — 12,6 %, транспорт — 9,9 %.